# Nederlinger Straße
Die Nederlinger Straße ist eine Innerortsstraße im Stadtbezirk Neuhausen-Nymphenburg (Nr. 9) von München. In ihrem Nordwestteil bildet sie die Grenze zum Stadtbezirk Moosach (Nr. 10).

## Verlauf

Gut Nederling

Die Röth-Linde

Die Straße beginnt an der Nördlichen Auffahrtsallee am zum Schloss Nymphenburg führenden Schlosskanal gegenüber der Einmündung der Montenstraße, von der sie durch den Kanal getrennt ist. Sie führt zunächst bis zur Tizianstraße nach Norden, macht dort einen leichten Knick nach links und verläuft durch die Villenkolonie Gern zur Klugstraße. Dort macht sie nochmals einen leichten Linksknick, quert die Zamboninistraße und gleich anschließend den Nymphenburg-Biedersteiner Kanal und die diesem auf seiner Nordwestseite folgende Kuglmüllerstraße, die hier in die Canalettostraße übergeht. Die Nederlinger Straße weitet sich hier bis zur Einmündung der nach Westen abzweigenden Paduanostraße zum Nederlinger Platz. Die Fortsetzung der Paduanostraße nach Westen ist die Dall’Armi-Straße, die bis zur Menzinger Straße führt. Die Nederlinger Straße führt über die kreuzende Volpinistraße, die Schobserstraße und die Lechstraße zur von Osten kommenden Baldurstraße, die südlich am Westfriedhof entlang verläuft, und führt nach Nordwesten weiter, dabei die Grenze zum Stadtbezirk Moosach bildend. Nördlich liegt das Gut Nederling. Neben ihm steht mit der Röth-Linde der möglicherweise älteste Baum im Münchner Stadtgebiet. An dieser beginnt die nördlich an der Straße liegende ausgedehnte Kleingartenanlage NW 12. Auf der Südseite folgt die ab 1983 errichtete, von der Mettenstraße (frühere Röhrmooser Straße) erschlossene Metten-Siedlung.

## Namensgeber
Die Straße ist nach dem Weiler und jetzigen Gutshof Nederling benannt.

## Denkmalgeschützte Häuser
- Nr. 1: Reihenhaus, historisierend, 1908 von Paul Böhmer; Gruppe mit 3 und 5 (Denkmalliste D-1-62-000-4687)
- Nr. 2/4: Reihenhausgruppe, historisierend, 1906 von Paul Böhmer; Nr. 4 mit Kratzputzdekor von Siegmund von Suchodolski (Denkmalliste D-1-62-000-4688)
- Nr. 3: Reihenhaus, historisierend, 1909 von Paul Böhmer; Gruppe mit 1 und 5 (Denkmalliste D-1-62-000-4689)
- Nr. 5: Reihenhaus, 1910/11 von Emil Schweighart; Gruppe mit 1 und 3 (Denkmalliste D-1-62-000-4689)
- Nr. 6: Villa, historisierend, um 1910; an die Gruppe Nr. 2 und 4 anschließend (Denkmalliste D-1-62-000-4692)
- Nr. 7: ehemaliges Wohnhaus Döllgast, Einfamilienhaus mit Atelier, schmales dreigeschossiges Reihenhaus in Ecklage, schlichter Satteldachbau aus unverputzten Abbruchziegeln, mit Betonstürzen über Fenster und Türen und einfachem Vordach aus Eisenstäben, von Hans Döllgast, 1954, Um- und Anbau 1985; mit Einfriedungsmauer, 1954 (Denkmalliste D-1-62-000-8053)
- Nr. 35: zweigeschossiges Satteldachhaus vom ländlichen Typ, 2. Hälfte 19. Jahrhundert, erneuert (Denkmalliste D-1-62-000-4694)
- Nr. 78: ehemaliger Gutshof Nederling (jetzt zur Stadtgartendirektion), Haus I: Walmdachbau von ca. 1800; Haus II: Satteldachhaus, 1. Hälfte 19. Jahrhundert (Denkmalliste 1-62-000-571)

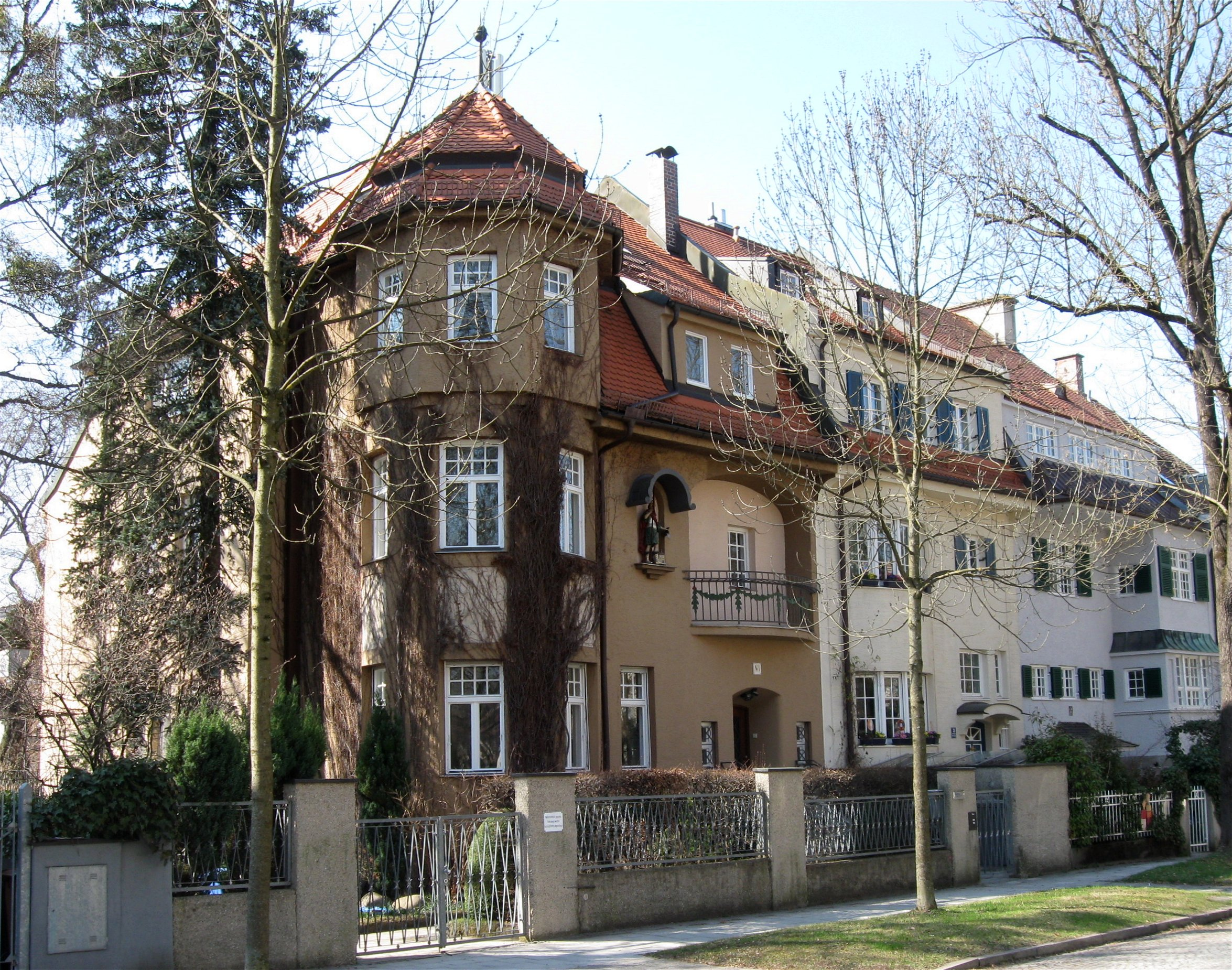
Nederlinger Straße 1
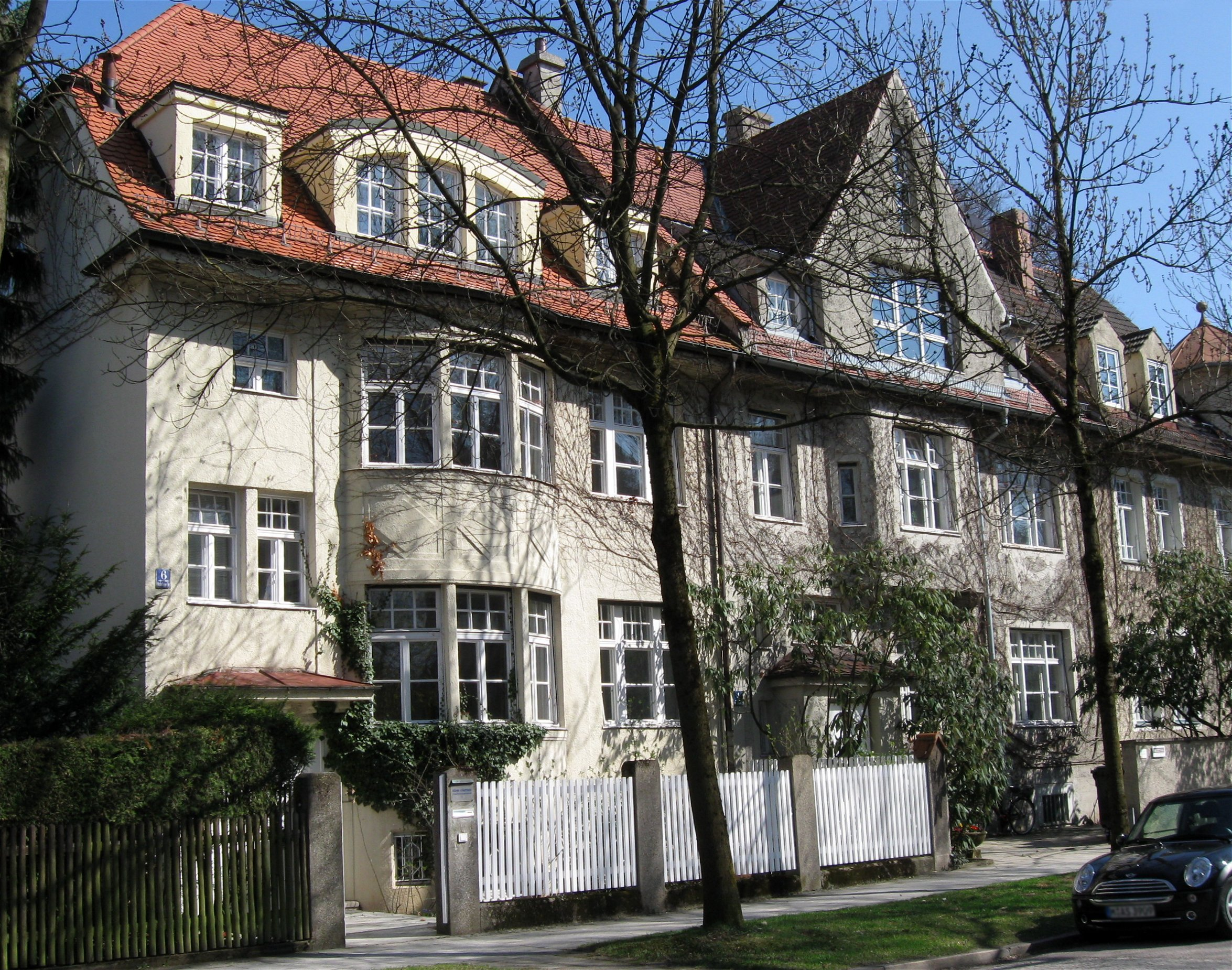
Nederlinger Straße 6
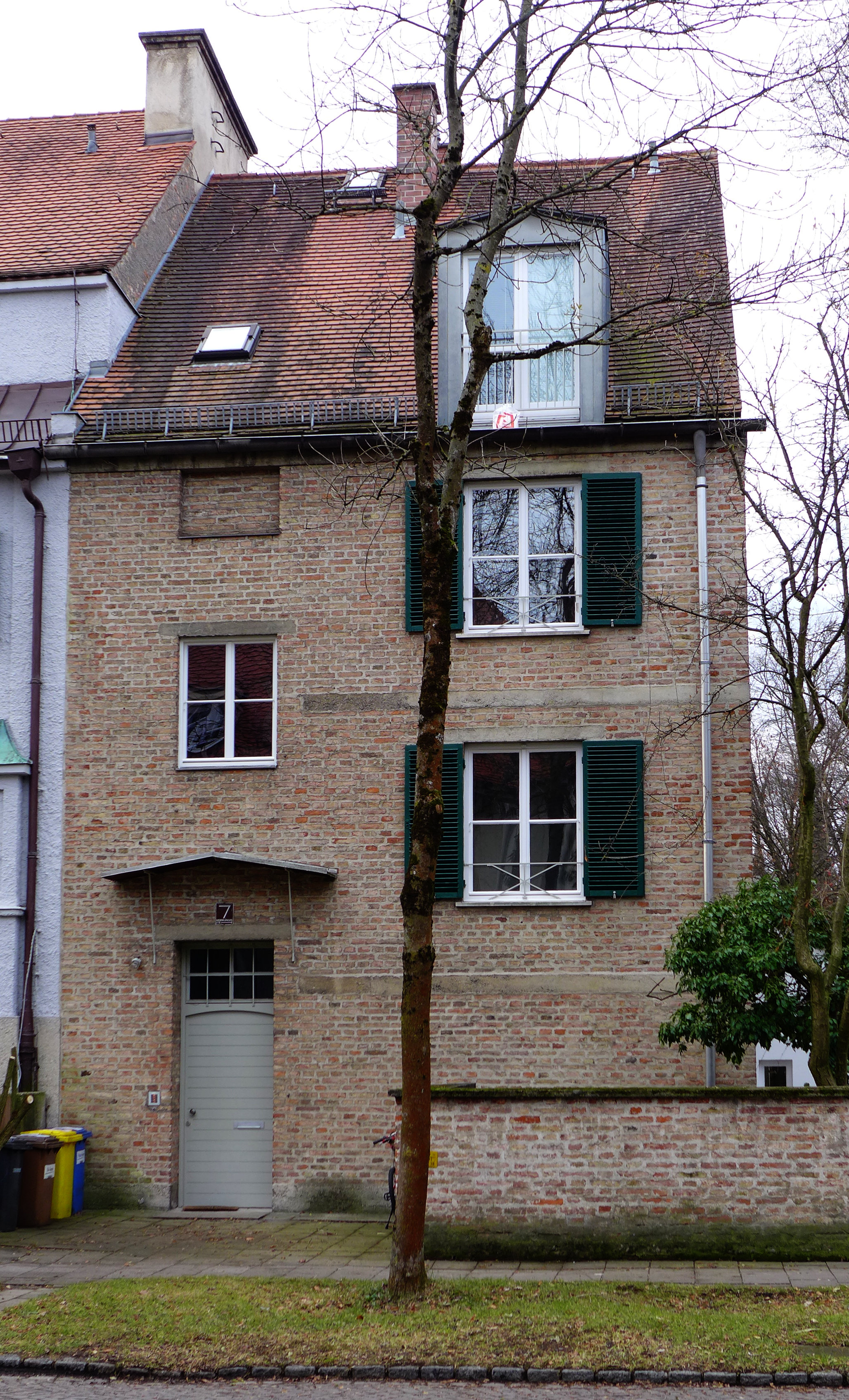
Nederlinger Straße 7
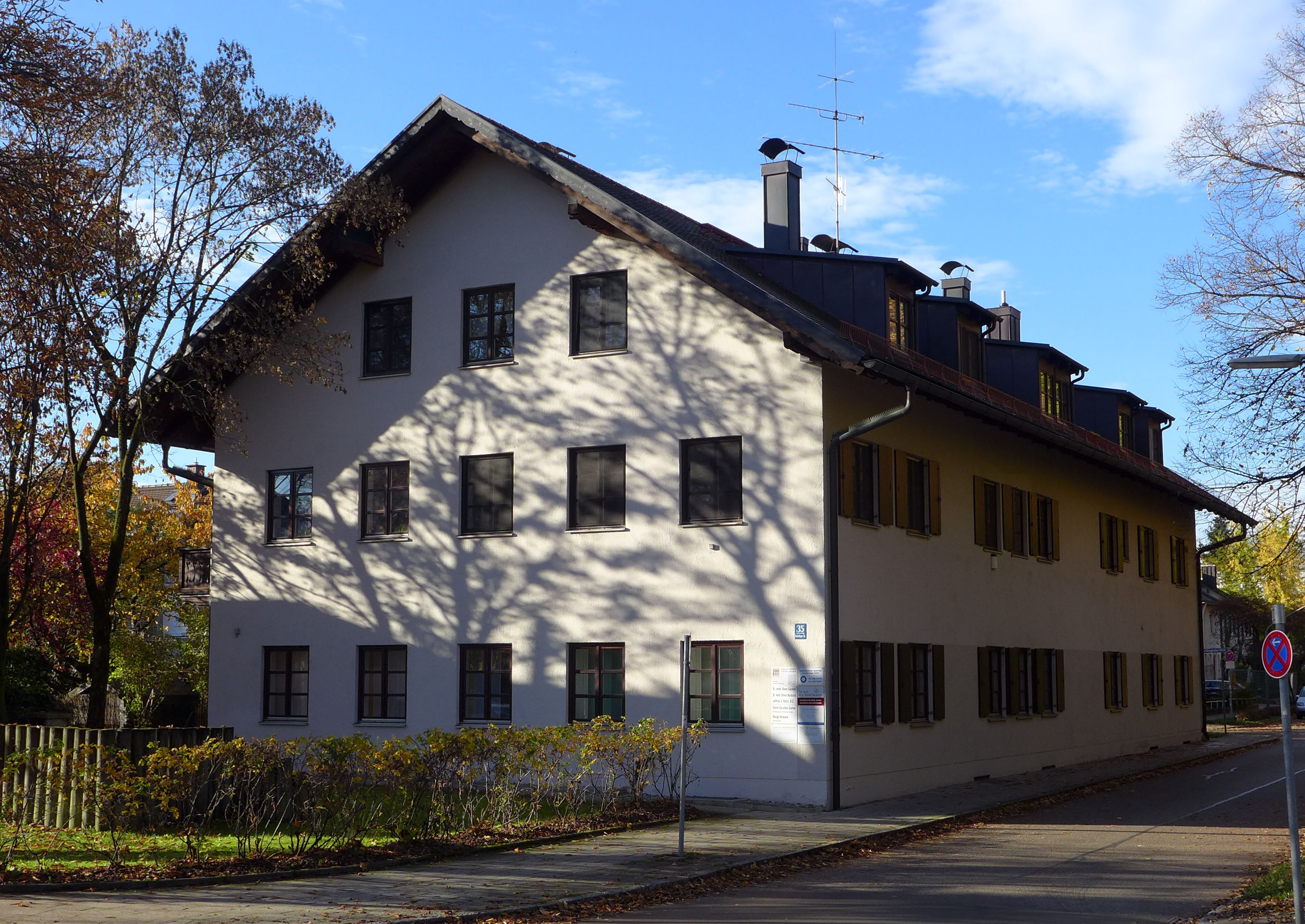
Nederlinger Straße 35

## Bekannte Bewohner
- Martin Gregor-Dellin (1926–1988), Schriftsteller, wohnte in den 1960er Jahren in der Nederlinger Straße